# Granwald Scott
Warren Granwald Scott (Kaapstad, 28 november 1987) is een Zuid-Afrikaans voetballer die bij voorkeur als middenvelder speelt. In 2004 maakte hij vanuit de jeugdopleiding de overstap naar de eerste selectie van Ajax Cape Town. In 2012 maakte hij zijn debuut voor het Zuid-Afrikaans voetbalelftal.

## Interlandcarrière
Op 6 januari 2012 maakte Scott zijn debuut voor het Zuid-Afrikaans voetbalelftal. In de vriendschappelijke wedstrijd tegen Equatoriaal-Guinea mocht hij na rust invallen voor Ryan Chapman.
| Interlands van Granwald Scott voor Zuid-Afrika | Interlands van Granwald Scott voor Zuid-Afrika | Interlands van Granwald Scott voor Zuid-Afrika | Interlands van Granwald Scott voor Zuid-Afrika | Interlands van Granwald Scott voor Zuid-Afrika | Interlands van Granwald Scott voor Zuid-Afrika |
| №                                              | Datum                                          | Wedstrijd                                      | Uitslag                                        | Competitie                                     | Goals                                          |
| Als speler van Ajax Cape Town                  | Als speler van Ajax Cape Town                  | Als speler van Ajax Cape Town                  | Als speler van Ajax Cape Town                  | Als speler van Ajax Cape Town                  | Als speler van Ajax Cape Town                  |
| ---------------------------------------------- | ---------------------------------------------- | ---------------------------------------------- | ---------------------------------------------- | ---------------------------------------------- | ---------------------------------------------- |
| 1                                              | 6 januari 2012                                 | Equatoriaal-Guinea – Zuid-Afrika               | 0 – 0                                          | Vriendschappelijk                              | 0                                              |

Bijgewerkt op 5 juni 2015